# Fjodor Alexandrowitsch Klimow
Fjodor Alexandrowitsch Klimow (russisch Фёдор Александрович Климов; * 7. September 1990 in Leningrad, Sowjetunion) ist ein russischer Eiskunstläufer, der im Paarlauf startet.
Seine gegenwärtige Partnerin ist Xenija Stolbowa. Die beiden laufen seit 2009 zusammen.
Im Januar 2012 nahmen sie in Sheffield erstmals an einer Europameisterschaft teil und gewannen auf Anhieb die Bronzemedaille.
In den vorangegangenen zwei Jahren hatten sie bereits an den Juniorenweltmeisterschaften teilgenommen und jeweils einen Podiumsplatz erreicht.

## Ergebnisse
- für  Russland (mit Ksenija Stolbowa)

| Meisterschaft / Jahr           | 2010  | 2011  | 2012  | 2013  | 2014  |
| ------------------------------ | ----- | ----- | ----- | ----- | ----- |
| Olympische Winterspiele        |       |       |       |       | 2.    |
| Europameisterschaften          |       |       | 3.    | 6.    | 2.    |
| Juniorenweltmeisterschaften    | 3.    | 2.    |       |       |       |
| Russische Meisterschaften      |       |       | 2.    | 3.    | 1.    |
| –                              |       |       |       |       |       |
| Grand-Prix-Wettbewerb / Saison | 09/10 | 10/11 | 11/12 | 12/13 | 13/14 |
| Skate America                  |       | 5.    |       |       | 3.    |
| Cup of China                   |       |       |       | 3.    |       |
| Cup of Russia                  |       |       | 4.    |       | 4.    |
| Trophée Eric Bompard           |       |       | 7.    | 5.    |       |